# Grand Rapids Community College
Grand Rapids Community College (GRCC, "Colegio Comunitario de Grand Rapids") es un colegio comuntario en Grand Rapids, Míchigan, Estados Unidos. Fue fundado en 1914 y tiene dos campus, el  principal en Grand Rapids y el Campus de Lakeshore (Lakeshore Campus) en Holland. El Campus de Lakeshore tiene cinco localidades: GVSU Meijer Campus, Careerline Tech Center, Thompson M-TEC, West Ottawa High School y Midtown Center. Cada año, GRCC tiene más de 5.000 clases, seminarios, programas y talleres.
En su región, GRCC paga los salarios más altos por profesores adjuntos. El colegio paga cerca de $1.100 por cada hora de crédito.